# (3041) Webb
(3041) Webb es un asteroide perteneciente al cinturón de asteroides, descubierto el 15 de abril de 1980 por Edward Bowell desde la Estación Anderson Mesa (condado de Coconino, cerca de Flagstaff, Arizona, Estados Unidos).

## Designación y nombre
Designado provisionalmente como 1980 GD. Fue nombrado Webb en honor al astrónomo aficionado británico Thomas William Webb.